# Diane Maclean

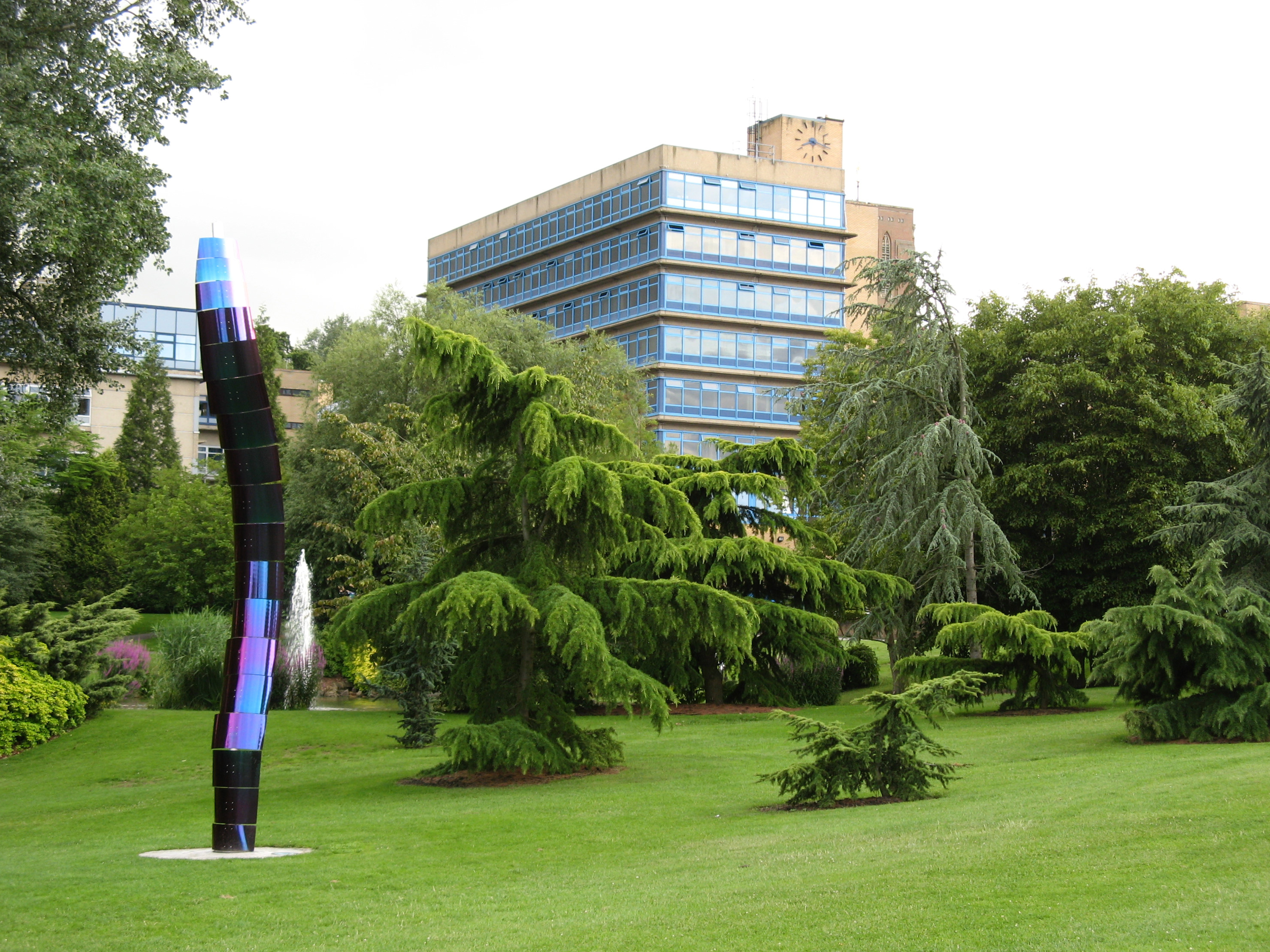
Spine 3 på University of Surreys campus

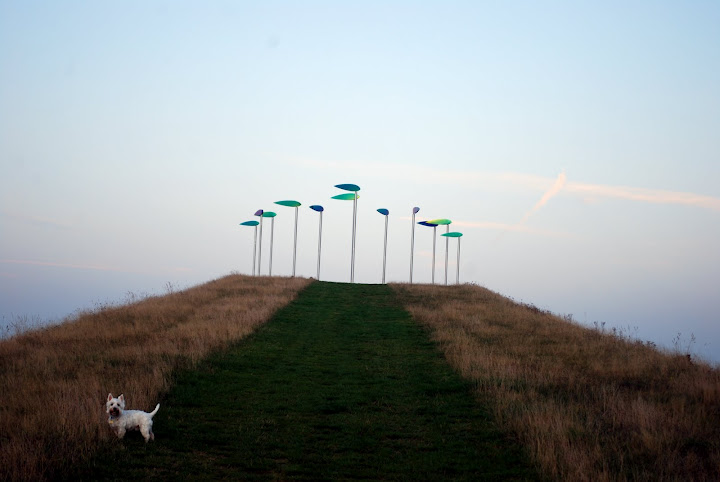
Green Wind i Ipswich

Diane Maclean, född i London, är en brittisk skulptör.
Diane Maclean utbildade sig i moderna språk på University College i London 1956–1959 och på Hertfordshire College of Art and Design 1980–1985.

## Offentliga verk i urval
- Spine 3, rostfritt stål, 2004, University of Surrey
- Mountains, rostfritt stål, 2005, University of Hertfordshire
- Green Wind, rostfritt stål, 2006, i stadsdelen Ravenswood i Ipswich [1]
- Open Book, 2010, i Ekebergparken skulpturpark i Oslo